# Caragobius burmanicus
Caragobius burmanicus é uma espécie de peixe da família Gobiidae e da ordem Perciformes.

## Morfologia
- Os machos podem atingir 10 cm de comprimento total.[4][5]

## Habitat
É um peixe de clima tropical e demersal.

## Distribuição geográfica
É encontrado na Ásia: Birmânia.

## Observações
É inofensivo para os humanos.